# Gudibanda
Gudibanda là một thị xã panchayat của quận Kolar thuộc bang Karnataka, Ấn Độ.

## Địa lý
Gudibanda có vị trí 13°40′B 77°42′Đ / 13,67°B 77,7°Đ Nó có độ cao trung bình là 826 mét (2709 feet).

## Nhân khẩu
Theo điều tra dân số năm 2001 của Ấn Độ, Gudibanda có dân số 8794 người. Phái nam chiếm 50% tổng số dân và phái nữ chiếm 50%. Gudibanda có tỷ lệ 62% biết đọc biết viết, cao hơn tỷ lệ trung bình toàn quốc là 59,5%: tỷ lệ cho phái nam là 69%, và tỷ lệ cho phái nữ là 56%. Tại Gudibanda, 12% dân số nhỏ hơn 6 tuổi.